# Novecentisme
Generacja 14 lub Novecentisme – kataloński ruch kulturowy powstały na zasadzie reakcji przeciwko modernizmowi. W 1906 r. Eugenio d'Ors, podążając za włoską tradycją czerpania nazwy stylu z wieku, w którym funkcjonował oraz wykorzystując dwuznaczność słowa „nou” po katalońsku novu i nuovo (dziewięć oraz nowy), określił Generację 14 terminem Novecentisme. Ruch ten jednoczył artystów, głównie eseistów, z pogranicza Generacji 98 oraz Generacji 27. Członkowie cenili sobie ład i porządek oraz mieli ślepą nadzieję na zmiany.

## Polityka

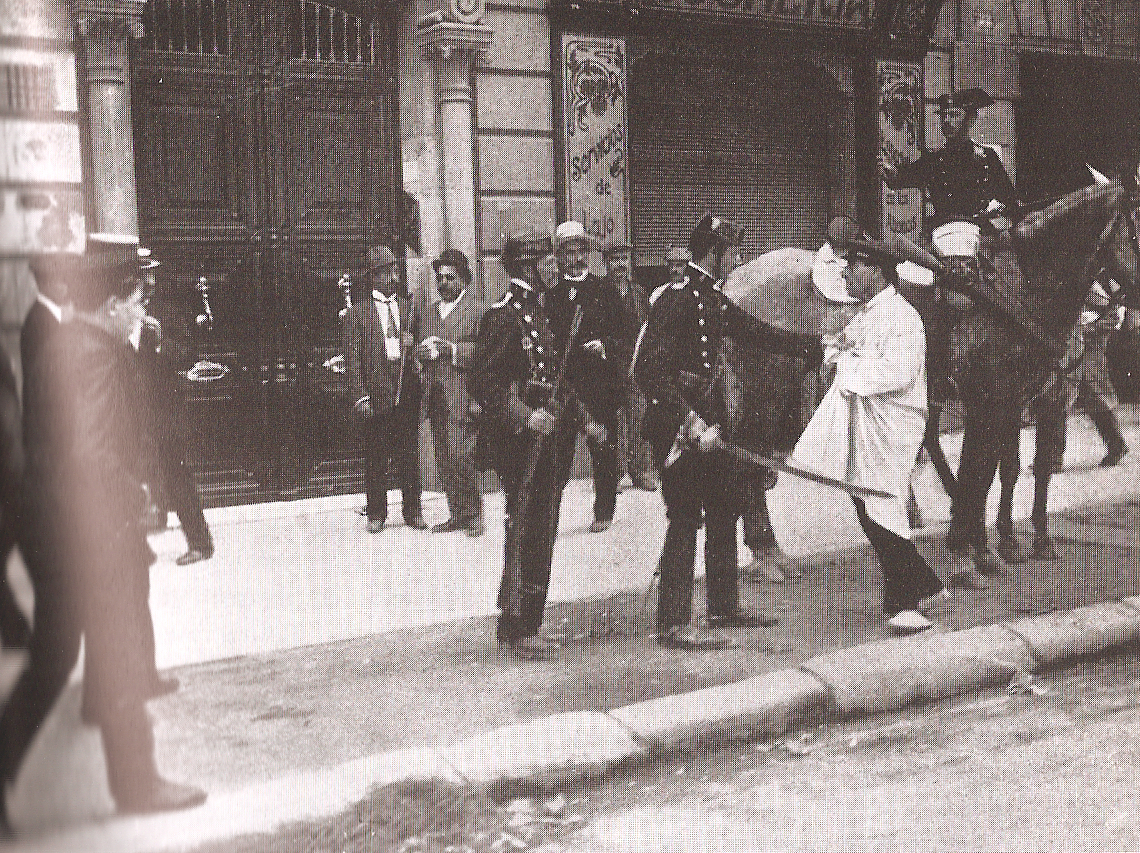
Tragiczny Tydzień

W tamtym czasie Katalonia była najbardziej zindustrializowanym i rozwiniętym regionem Hiszpanii. Zmiany podejścia do polityki wśród członków burżuazji przyczyniły się do rozwoju fundamentów pragmatyzmu polityczny i idealizmu w Noucentisme. Nacjonalizm kataloński, po raz pierwszy, zaczął mieć wpływ na politykę co szczególnie można było zauważyć w prawicowej i katolickiej partii Lliga Regionalista. Partia ta miała na celu, oprócz pełnej świadomości narodowej, osiągnięcie szeregu reform, aby stać się bardziej wpływową w podejmowaniu decyzji w polityce kraju, zamiast zdobycia niepodległości.
Po konflikcie jaki miał miejsce między politykami, intelektualistami oraz głównie klasą robotniczą z Barcelony (znanym powszechnie jako Tragiczny Tydzień) część obywateli chciała się uwolnić od Hiszpanii.
Nacjonalizm kataloński polegał na protekcjonistycznych poglądach burżuazji oraz klasy robotniczej, aczkolwiek antyliberalny Karlizm wciąż istniał na wsi i pomógł narodzić się prawemu skrzydłu Katalonii.
Nowe poglądy jakie niosła ze sobą Generacja 14 były częściowo powiązane z tymi ideałami, lecz skłaniały się ku bardziej nowoczesnym wartościom reprezentującym wiarę w idealistyczne zmiany. Większość członków burżuazji przemysłowej kraju wspierało Lligę Regionalista de Catalunya (1901–1936), która stała się najbardziej wpływową partią dopiero około 1925 r. Intelektualiści Nuocentisme, z Eugenio d'Orsem na czele, dostali swoją szansę. Opowiadali się za projektem kulturalnej interwencji bazującej na czterech zasadach: Imperializmu, Arbitrarismu, Uprzejmości, i Klasycyzmu.
Imperializm Nuocentisme był konserwatywny i miał prowadzić do tego aby Katalonia stała się redionem nadzorującym modernizację państwa oraz społeczeństwa.
Arbitrarism był filozofią nazywającą twórczość literacką symbolem ludzkiej woli podboju. Ich wolę można przyrównać do nadziei, że nastanie czas kiedy „Idealna Katalonia” zastąpi tę realną poprzez pozostałe dwie zasady: Poszanowanie oraz Klasycyzm.
Ich zainteresowanie klasycyzmem nie przejawiało się jedynie w literaturze. Chcieli formalnej doskonałości, harmonii i wszędzie bezbłędnej proporcji.
W praktyce przeprowadzili trzy następujące cele:
- Reforma kraju w oparciu o ich ideologię
- Reforma ortografii języka katalońskiego
- Wsparcie redakcji i kultury w języku katalońskim

Barcelona okazała się naturalnie najlepszym miejscem do ich przeprowadzenia. Niestety ich projekt nigdy do końca nie został ukończony, głównie z powodu ciągłej niezgody pomiędzy członkami Generacji, antykatalońskiej represji pod siedmioletnią dyktaturą Miguela Primo de Rivera, co w konsekwencji prowadziło do rośnięcia w siłę i popularność lewego skrzydła nacjonalistycznej Katalonii oraz niezależnych partii.

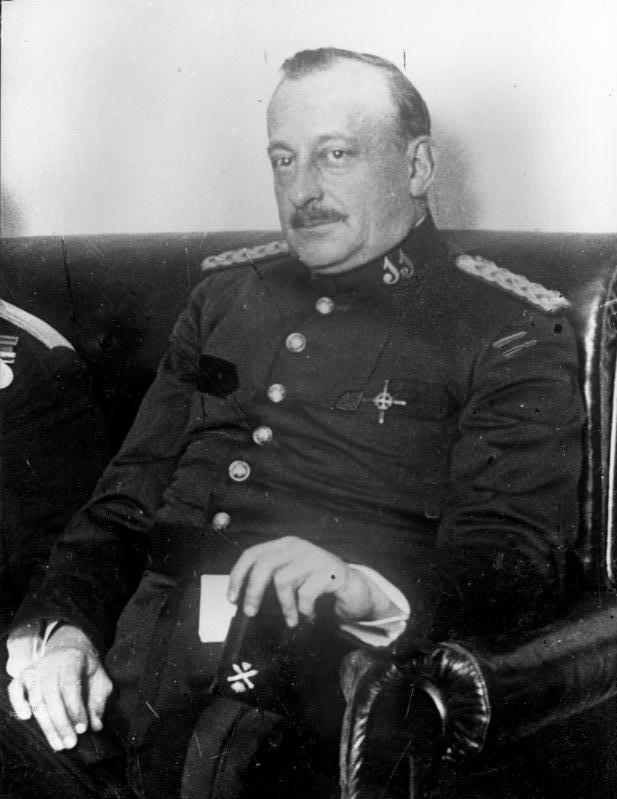
Miguel Primo de Rivera

Duża renowacja społeczeństwa Katalonii miała miejsce głównie dzięki reformom w okresie Zjednoczenia czterech prowincji Katalońskich (Barcelony, Lleidy, Girony oraz Tarragony) i język kataloński uzyskał swoje pierwsze jednolite zasady ortograficzne. Reformy przeprowadził Pompeu Fabra.

## Cechy wspólne
Trudno jest jednoznacznie zdefiniować Generację 14 ponieważ już nie zalicza się już do modernizmu ale jeszcze nie do awangardy.
- Rygor intelektualny, poszukiwanie czegoś wyjątkowego, zainteresowanie nowinkami naukowymi i literackimi z zagranicy
- Zerwanie z przeszłością
- Ucieczka od sentymentalizmu i romantyzmu
- Faworyzacja ideałów klasycznych
- Chęć reformowania społeczeństwa
- Sztuka musi iść z wyobraźni, zerwanie z realizmem
- Esej jako forma najczęściej używana
- Schludność i równowaga
- Intelektualizm ponad artyzmem
- Poszukiwanie sztuki "czystej" i niezależności
- Renowacja języka
- Ucieczka od monotonii oraz od tego co jest "proste"
- Oddzielenie życia od literatury
- Kosmopolityzm
- Porządek, doskonałość i piękno
- Powrót do tradycji grecko-rzymskiej
- Fascynacja wszystkim co związane z miastem
- Skupienie się na poezji ponieważ wydawała się bardziej dostojna

W poezji najważniejszymi charakterystykami są powrót do klasycyzmu apollińskiego, bardzo wyrafinowany i precyzyjny język, obiektywizm, odrzucenie gwałtownych uczuć zainteresowania przyrodą. W literaturze poszukują "czystości", optują za szczęśliwym końcem dzieła. Z pisarzy warto nadmienić Ramóna Gómez de la Serna, najbardziej znanego z twórczości aforystycznej. W swoich powieściach często odwoływał się do sfery podświadomości. Jako konsekwencja jego żarty mają wpływ na twórczość Generacji 27.

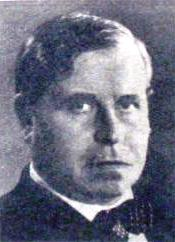
Ramón Gómez de la Serna.

## Najważniejsi członkowie
- Ramón Gómez de la Serna

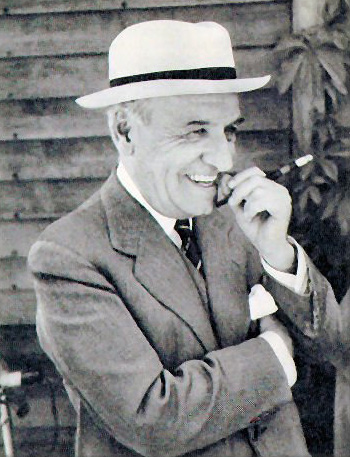
José Ortega y Gasset
- Ramón Pérez de Ayala
- Gabriel Miró
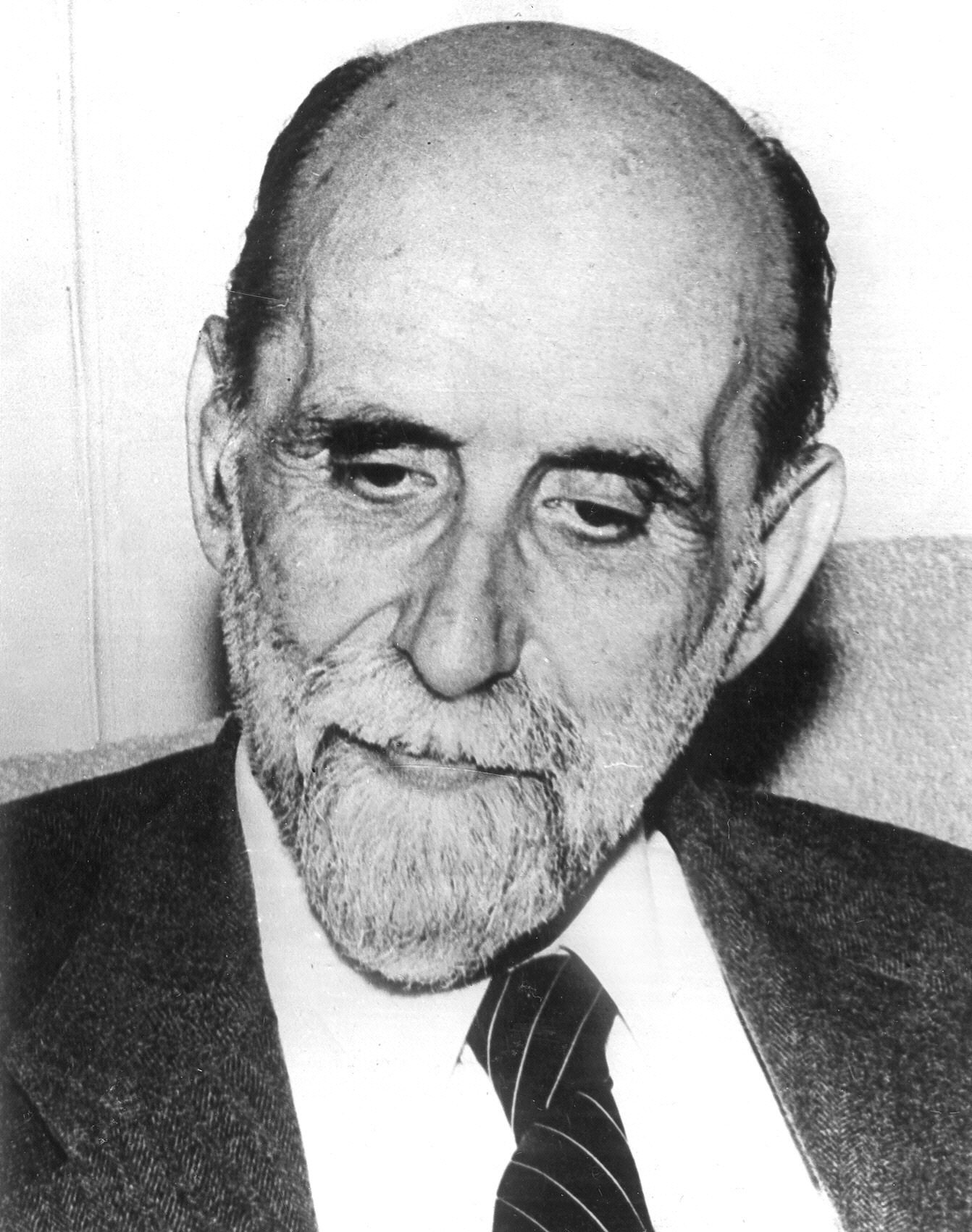
Juan Ramón Jiménez
- Claudio Sánchez Albornoz
- Benjamín Jarnés
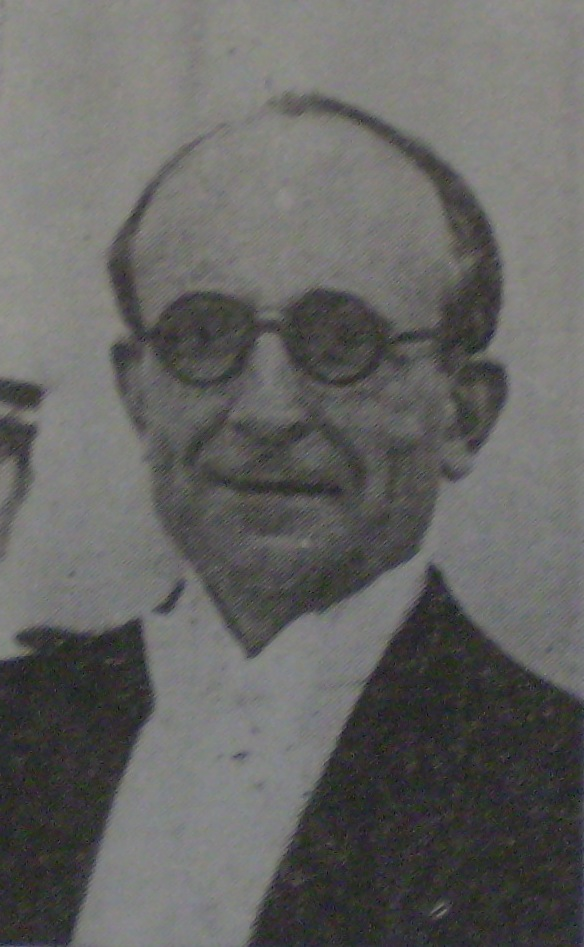
Salvador de Madariaga
- Américo Castro
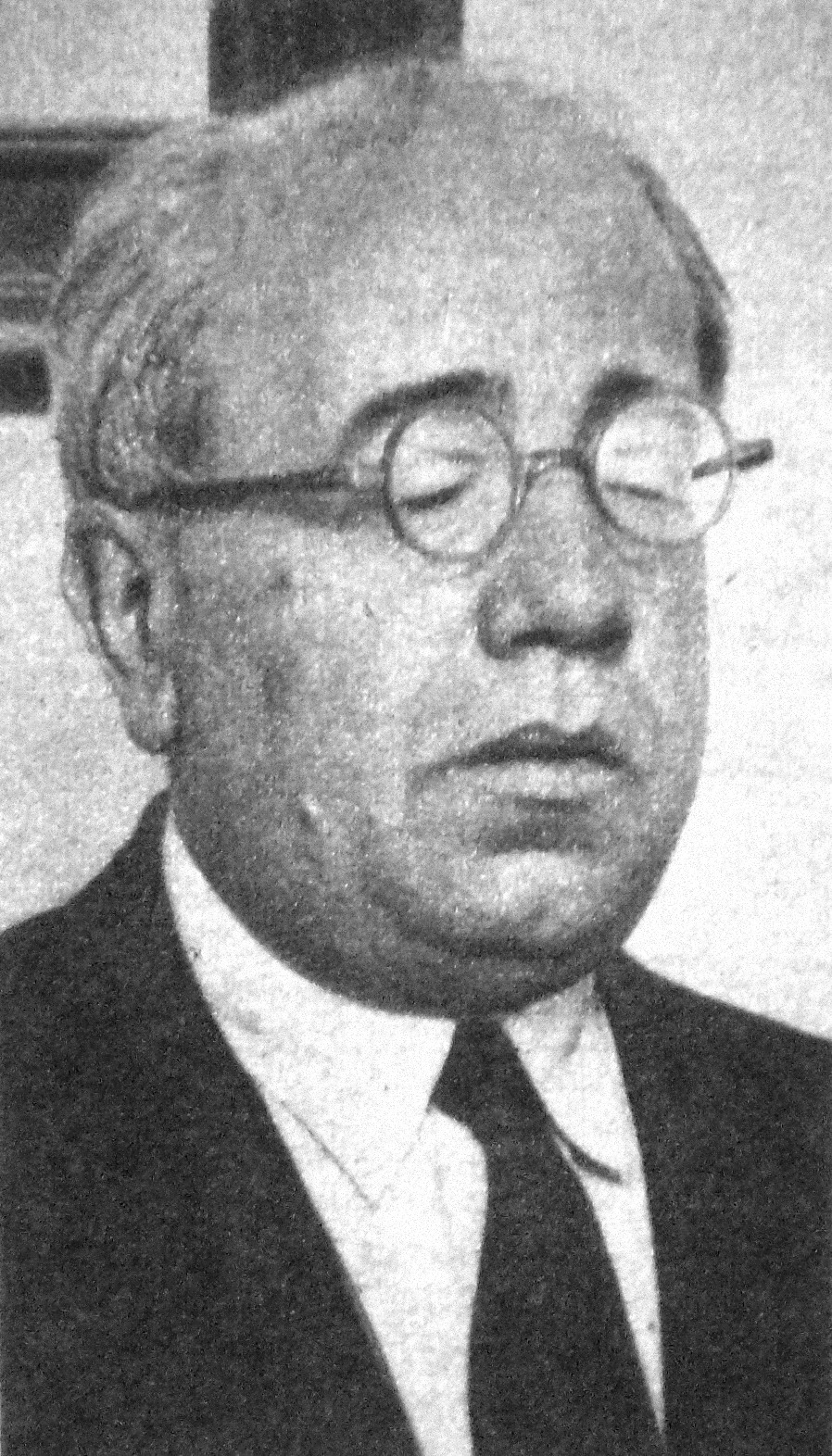
Manuel Azaña
- Félix Urabayen
- Concha Espina
- Claudio Sánchez Albornoz
- Manuel García Morente
- Jacinto Grau

- José Ortega y Gasset
- Juan Ramón Jiménez
- Salvador de Madariaga
- Manuel Azaña